# Tailleur (vêtement)
Pour les articles homonymes, voir Tailleur (homonymie).

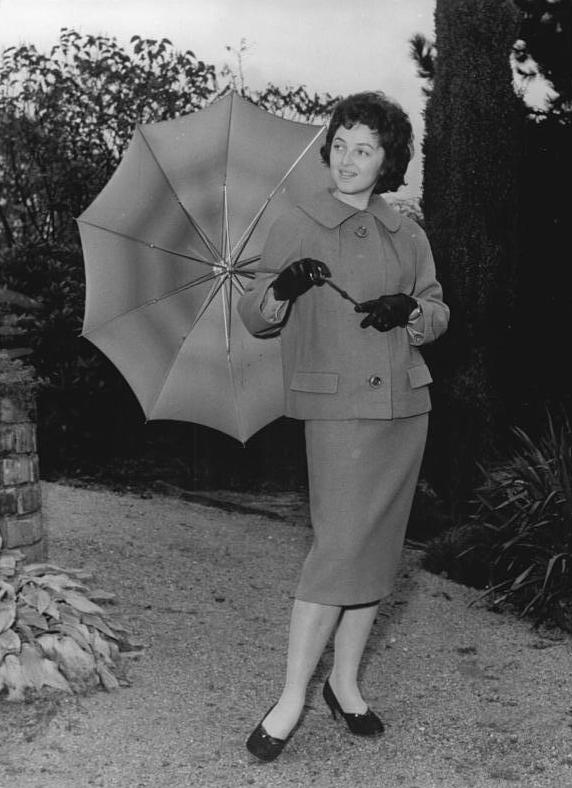
Un tailleur-jupe en 1958.

Un tailleur, ou un « ensemble tailleur », est un vêtement féminin, composé d'une veste et d'une jupe ou d'un pantalon, le plus souvent assortis. L'ensemble peut être confectionné dans un même tissu et la veste, appelée aussi jaquette, est généralement à manches longues. Le tailleur se porte souvent de nos jours avec un chemisier, des escarpins et parfois un chapeau, accessoire indispensable à la femme au XIXe et début du XXe siècle.
Largement diffusé par la maison anglaise John Redfern aux alentours des années 1900, puis rendu iconique par Christian Dior en 1947 ainsi que Coco Chanel avec son Tailleur Chanel au milieu des années 1950, le tailleur est un élément basique de la garde robe féminine.

## Historique

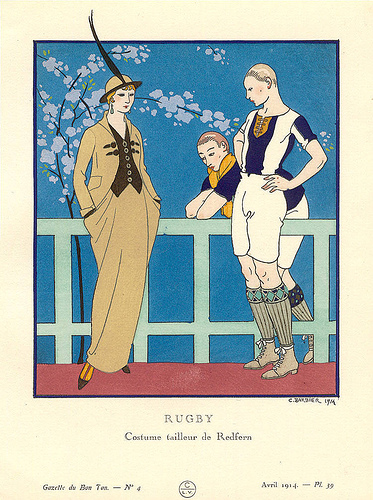
Costume tailleur de Redfern, illustration par George Barbier dans la Gazette du Bon Ton, avril 1914.

Au XVIIe siècle, les femmes portent la hongreline, une veste agrafée sur le devant et cintrée portée avec une jupe dans la même étoffe. Vers la même époque, l'habit d'amazone est fréquent pour monter à cheval; celui-ci est très proche de l'habillement des hommes. Au XVIIIe siècle, le casaquin ou le caraco remplace la veste.
Après le milieu du XIXe siècle, le féminisme, l'urbanisation et la pratique du sport vont faire évoluer la mode féminine vers un côté plus « pratique » et ainsi répandre le tailleur. Le costume « genre tailleur » devient un vêtement pour femme « moderne » avec l'utilisation du drap de laine habituellement utilisé pour les costumes masculins. Ce vêtement est confectionné alors par des tailleurs pour homme et non pas par les couturiers de l'époque, sur l'initiative de John Redfern à qui est attribuée la création du métier de « tailleur pour dames ».
La date de l'invention du tailleur est attribuée symboliquement à cet Anglais, John Redfern, en 1885,,, bien que ce dernier se soit déjà fait remarquer par ses créations de « costumes tailleur » dès le début des années 1870. Redfern, au même titre que la maison Creed, en font un élément phare de leurs créations,. La date de 1885 marque également le passage du tailleur d'origine anglaise vers un retour aux « modes françaises » demandé par les journalistes de l'époque. Dès la décennie suivante, le tailleur est également fabriqué par les couturiers établis en France qui instaurent dans leurs maisons des « ateliers tailleur » ou par les confectionneurs,. Ce vêtement n'est plus uniquement réservé aux activités sportives mais devient peu à peu un vêtement de jour, porté en matinée,.
Le tailleur est, vers le début du siècle suivant, la « pièce centrale de la garde-robe féminine ». La longueur de la jupe, jusque-là très longue, raccourcit légèrement ; au même titre que la robe, le tailleur fait alors partie de la tenue vestimentaire des événements mondains,. Celui-ci est décliné en de multiples versions ; il sert toujours à monter à cheval (avec une jupe plus longue d'un côté pour bien tomber sur le cheval), à bicyclette,, nouveau sport de l'époque, mais également à voyager. Très rapidement, par son côté pratique et élégant, le vêtement s'étend à toutes les couches de la société et devient « la tenue idéale pour rendre des visites ou faire les boutiques ».
Durant la Première Guerre mondiale, l'ensemble jupe et manteau est plus pratique que la traditionnelle robe pour le travail des femmes.
À l'aube des années 1940, les femmes travaillent ou se marient en tailleur, le vêtement s'impose partout. Pendant la Guerre, celui-ci est produit en plus grandes séries, adapté aux contraintes et réglementations du conflit.

### Après la guerre
Après la Seconde Guerre mondiale, Charles Creed perpétue la tradition de la maison Creed.
En 1947, Christian Dior révolutionne la mode en présentant sa première collection composée de la ligne Corolle et de ce qui deviendra l’iconique Tailleur Bar. Celui-ci, est composé d'une veste à la taille cintrée s'élargissant sur les hanches et d'une jupe tombant jusqu'aux mollets. À la suite de Dior, Gabrielle Chanel lance son « tailleur Chanel » au milieu des années 1950,.
Dans les années 1960, Yves Saint Laurent popularise le look androgyne pour les femmes en les habillant avec un smoking-pantalon puis un tailleur-pantalon, continuité du tailleur.
Oublié dans les années 1970, donnant une image réactionnaire, il devient le symbole de la career woman des années 1980 et du Power dressing, entre autres représenté par les créations hyperféminines de Thierry Mugler ou de Claude Montana ou le classicisme de Giorgio Armani. Marque de pouvoir, le cinéma hollywoodien s'en empare comme tel dans Working Girl, Liaison fatale ou Le Client. Plus tard, Donna Karan en fait une pièce d'inspiration pour ses créations, perpétuant l'image du tailleur dans le monde du travail.